# 一体式荧光灯

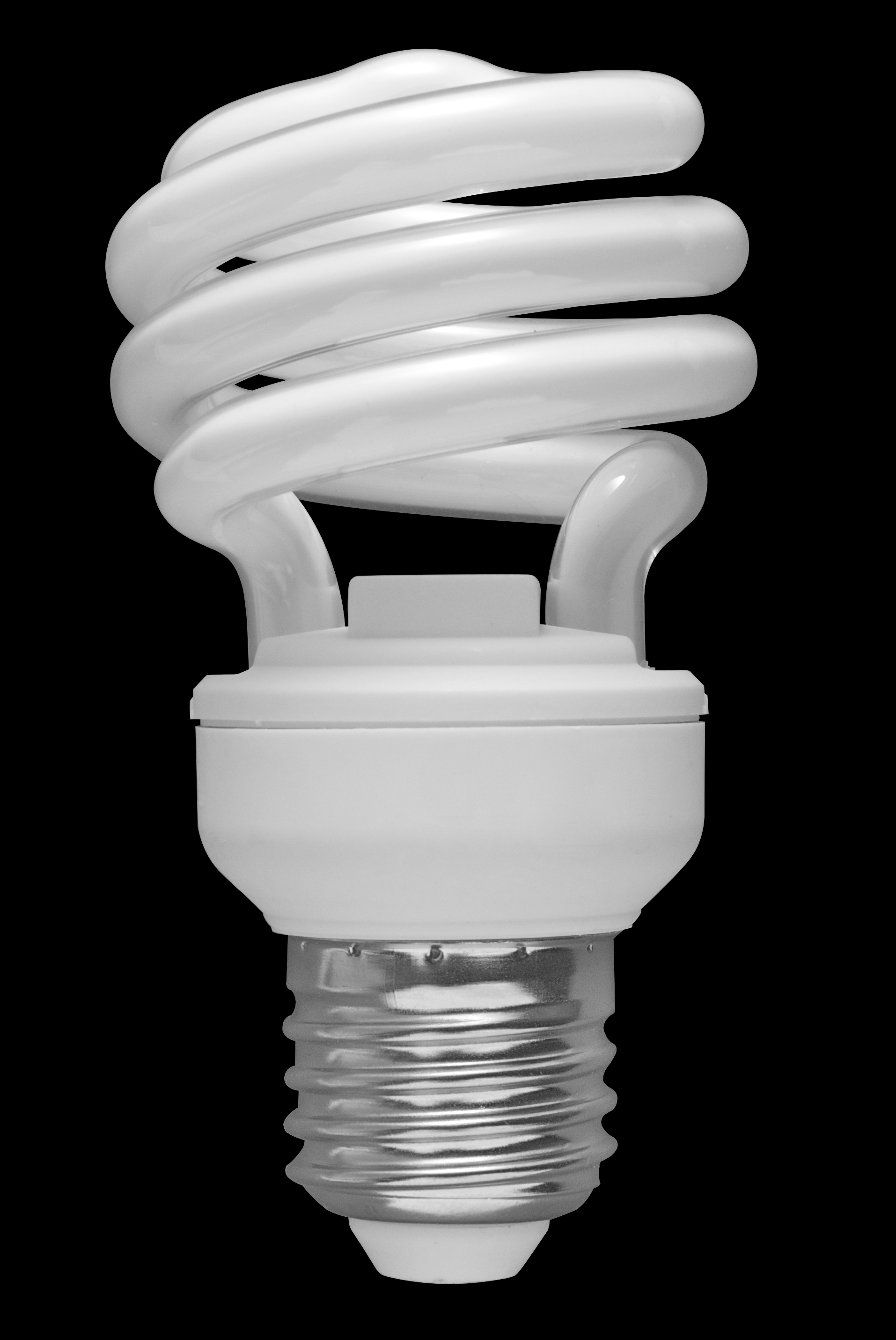
螺旋狀节能灯

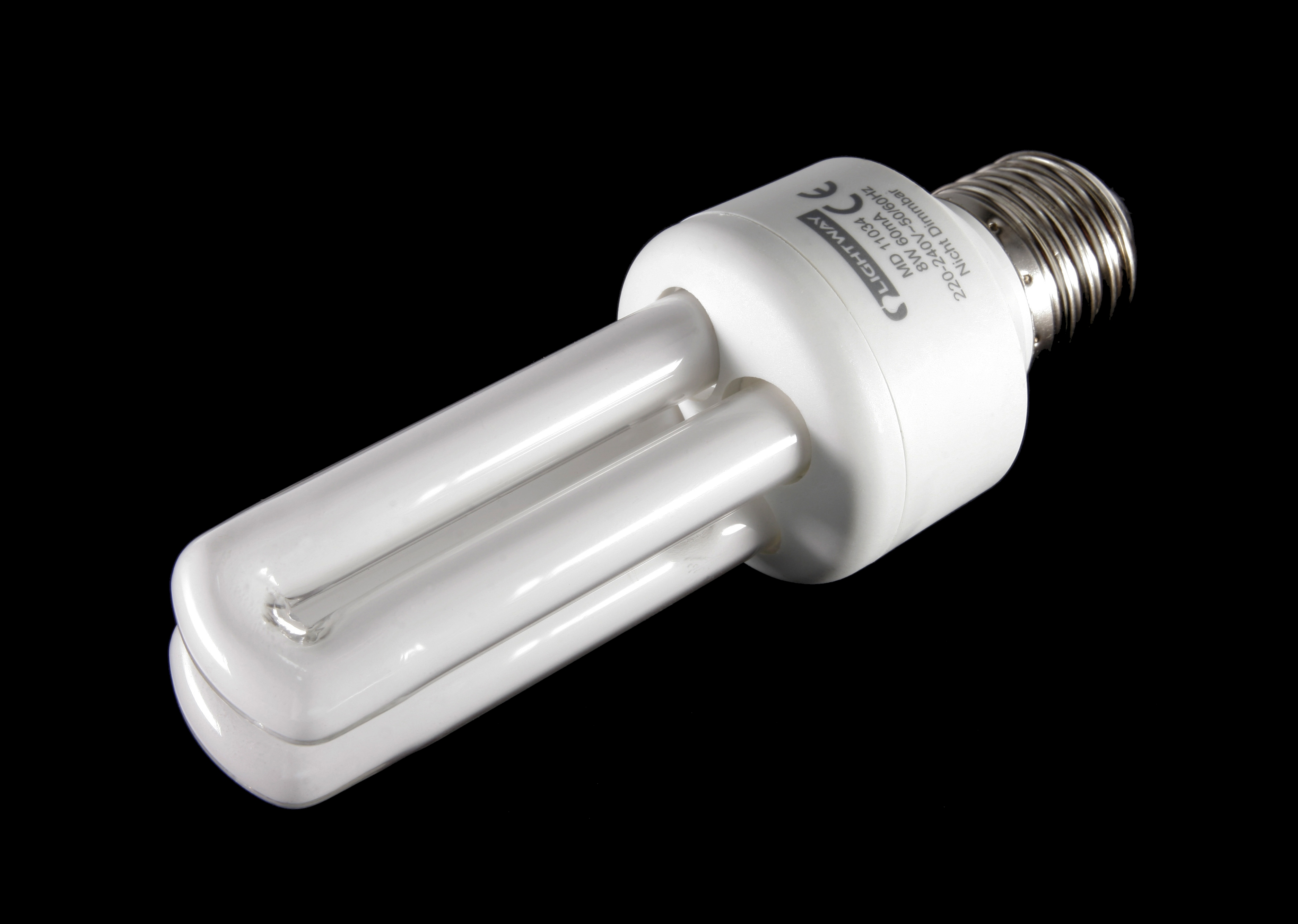
欧洲流行的柱状节能灯

一體式螢光燈（英語：Compact fluorescent lamp, CFL），中國大陸稱為节能灯，台灣稱為省电灯泡、電子燈泡，香港及澳門稱爲悭电胆，是指將螢光燈（日光灯）摺疊後與电子镇流器組合成一個整體的照明設備。慳電膽的尺寸與白熾燈相近，燈座接口也和白熾燈相同，所以可以直接替換白熾燈。不带镇流器的折叠形光管称紧凑型荧光灯。
在发光量相同的情况下，节能灯使用的电能为白炽灯的1⁄5到1⁄3，寿命则为其8到15倍。节能灯的单价比白炽灯贵，但由于其寿命长、耗电少，在其工作寿命中大约能省下其售价五倍的电费。和其他荧光灯一样，节能灯含有有毒的汞，因而丢弃时需要特别处理。不少国家的政府都规定禁止将节能灯与生活垃圾一同丢弃，而要通过特别处理有害垃圾的系统回收。
节能灯的工作原理和其他螢光燈一样：汞原子周围处于激发态的电子在落回低能级时会发射出紫外光，而紫外光轰击荧光涂层时就会被转化为可见光（还有一些被玻璃等材料吸收，变为热耗散）。
节能灯的光谱与白炽灯相异。较新的磷光体配方在节能灯发光色彩上有所改进，可以生成类似于白炽灯的“暖白色”光。有些来源认为这种暖光最好。
白色發光二極管燈（LED灯）在高效室内照明行业中与一体式荧光灯相竞争。通用电气公司现已逐渐停产节能灯，转向新的LED灯技术。

## 歷史
現代緊湊型螢光燈在19世紀90年代後期由彼得·库珀·休伊特发明。他的燈被攝影師用於照相而用。
埃德蒙·杰默、弗里德里希·迈耶、汉斯·斯潘纳三人于1927年申请了一种高压蒸汽灯的专利。 乔治·伊曼后来与通用电气合作，于1938年做出了可行的荧光灯，于1941年获得其专利。为了缩短灯具尺寸，很快就有了圆形和U形的荧光灯。1939年纽约世界博览会上展出了最早的荧光灯泡和灯具。
受到第一次石油危机推动，通用电气公司的爱德华·E·哈默于1976年发明螺形节能灯。虽然节能灯完全达到了其设计目标，但由于建造相关工厂所需费用高达2500万美元，这项发明最终被搁置。节能灯的设计终究还是被其他公司拿去了。1995年，中国推出了螺形的节能灯。自此以后，这类灯具的销售量稳步增长。
1980年，飛利浦推出了“SL型”灯，一种带螺口和磁镇流器的节能灯具。这种灯具使用折叠起来的T4灯管、性质稳定的三色磷光体和汞齊。这是第一种成功推广的螺口白炽灯替代品。欧司朗于1985年开始生产的“EL型”灯具是第一种使用电子镇流器的节能灯。
开发体积与白炽灯相等的新型节能灯离不开新型磷光剂的开发。和普通节能灯的磷光剂相比，小型节能灯内的磷光剂需要能在同样的面积内承担更大的功率。
2016年，通用电气公司宣布将逐渐停产节能灯。發光二極管价格持续下降，2015年时每颗LED灯泡的价格已远低于5美元。因此，越来越多的消费者都开始转向LED灯。除此之外，随着标准更新，节能灯要获得能源之星认定也越来越难。

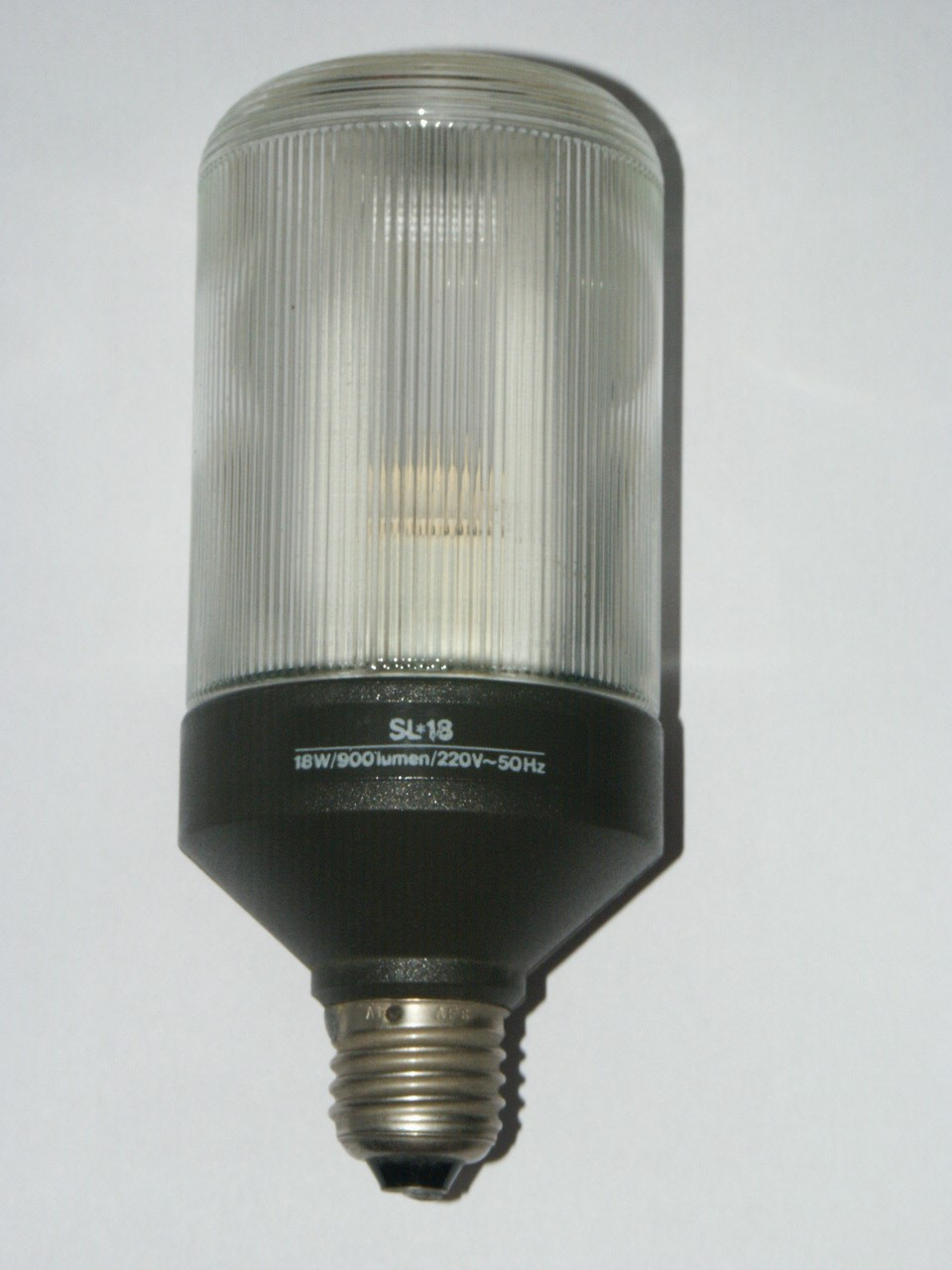
飞利浦SL型，早期节能灯
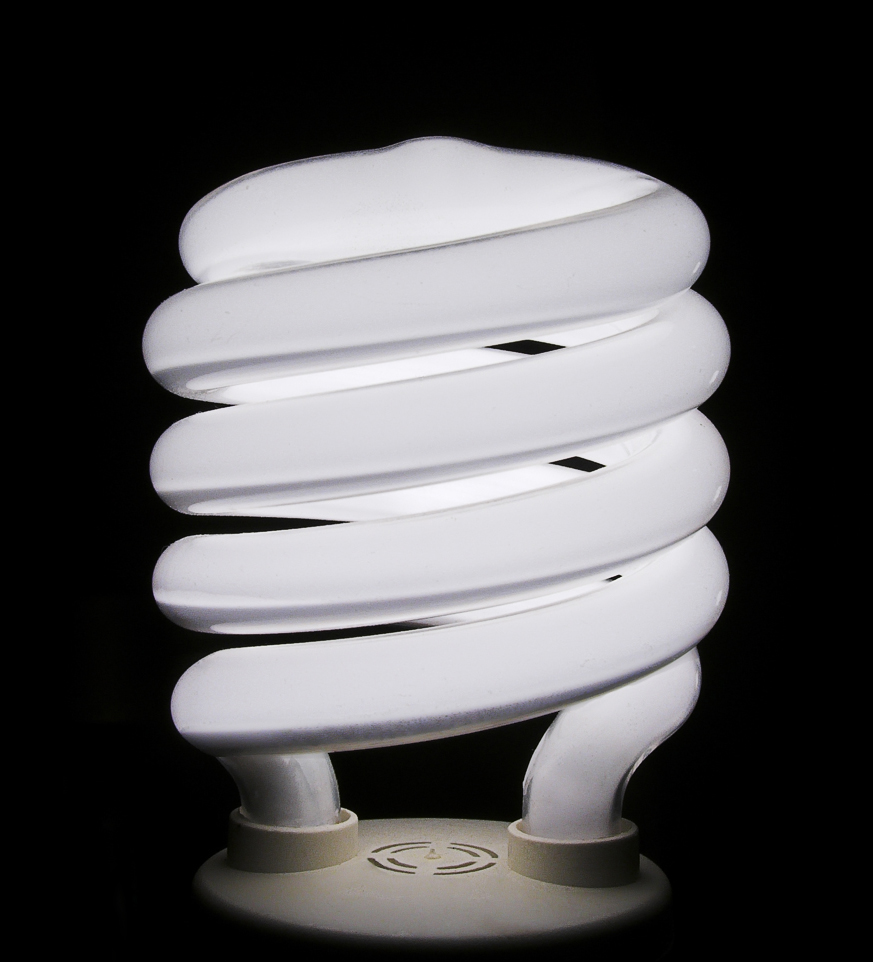
螺旋节能灯自1995年起就是北美最流行的节能灯品种之一。当年上海翔山公司推出第一种获得商业成功的螺旋节能灯。

## 构造
緊湊型螢光燈分两种：第一种是内置镇流器的一体式（英語：integrated）节能灯，可以直接替换相应接口的白炽灯。这类灯泡在不少白炽灯灯具中能妥善工作，降低了转换到荧光灯照明的开支。市场上也可以找到三路开关或可调光的型号。
非一体式的“紧凑型灯管”则使用灯具的镇流器，在报废时只替换灯管本身。灯具中的镇流器一般体积更大、寿命更长，因此基本不需替换。“紧凑型灯管”所用的灯具可能更贵、更复杂。这类灯管有的四针接口，适合电子镇流器或带启动器的传统镇流器使用，有的则自带启动器元件，使用双针接口配合传统镇流器使用。如果使用一端螺口、一端针口的磁性镇流器转接，紧凑型灯管也可以装在普通灯泡的接口上。

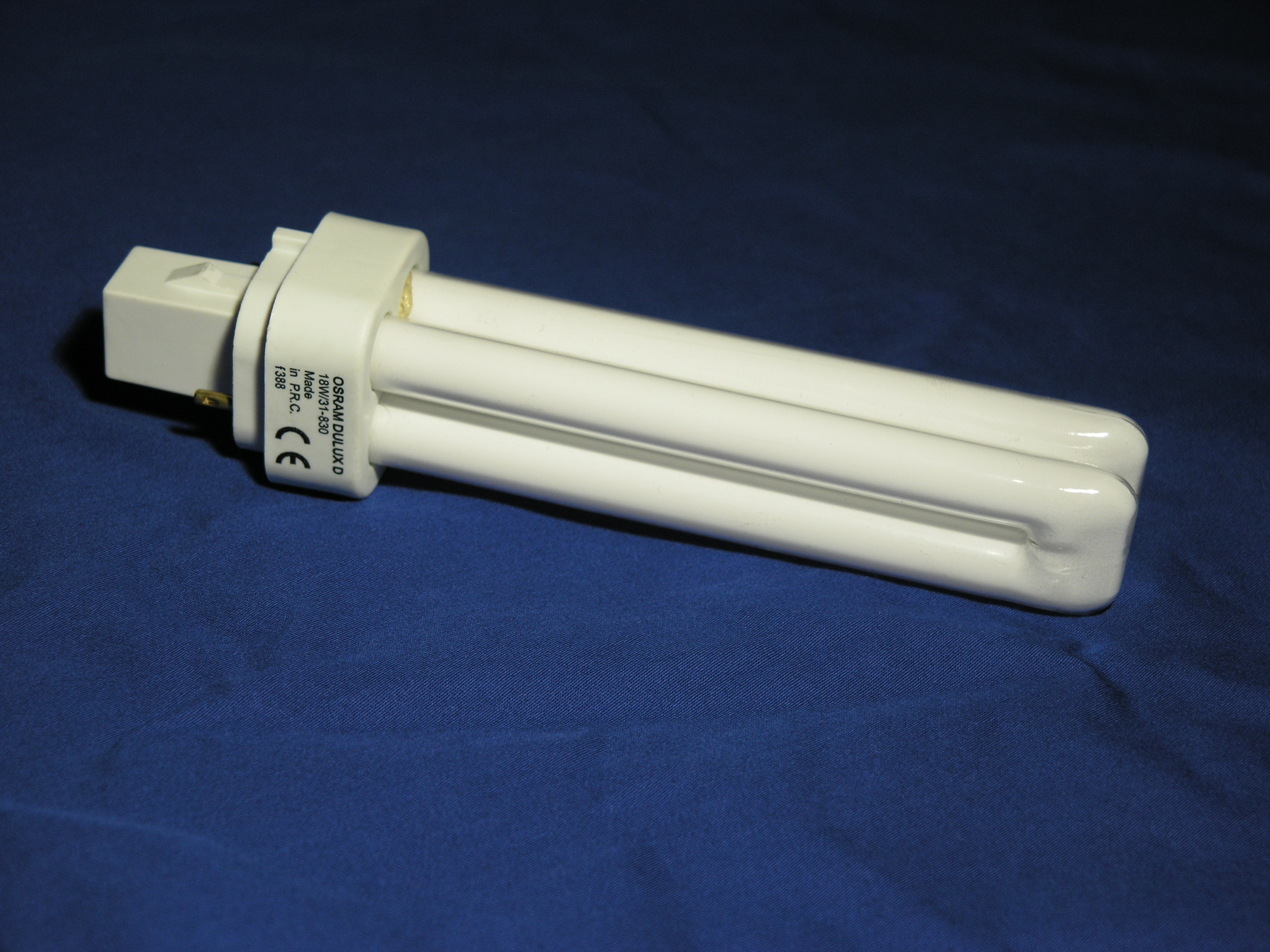
非一体式双针双转紧凑灯管

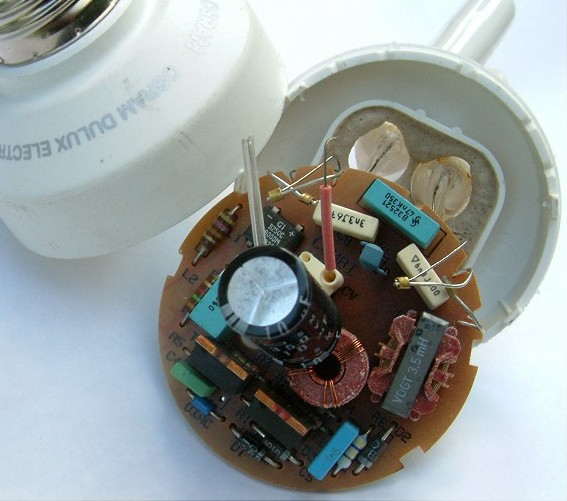
节能灯中的电子镇流器，背景为固定住的灯管

一体式节能灯的主要可以分为（磁性或电子）镇流器和充气灯管两部分。随着新产品使用电子镇流器替换磁性镇流器，节能灯基本克服了老式荧光灯闪烁、启动慢的问题。电子镇流器也使节能灯体积可以越缩越小。
电子镇流器在形态上是一块带有桥式整流器、滤波电容的电路板，上面经常带有两个絕緣柵雙極晶體管开关元件。交流电输入先经过整流器变为直流电，再由晶体管共振逆變器转为高频交流电，供灯管使用。共振逆变器无论输入电压如何，输出的电流强度都趋为稳定。因此普通节能灯基本不可调光，并且会随着调光使用缩短寿命，甚至突然报废。节能灯若要调光使用，需要使用特殊种类的电子镇流器。
节能灯的光通量和磷光体表面积大致成正比。也是因为如此，高亮度的节能灯经常比相应亮度的白炽灯大，有时会装不进白炽灯所用的灯具。为了在尺寸与白炽灯近似的前提下增大磷光体面积，节能灯大多做成螺形、多管形、圆弧形或蝶形。
一些节能灯的标签上会提到“禁止底朝上使用”，这是因为热量蓄积会缩短镇流器寿命。有些节能灯不适合用于吊灯，特别是天花板吊灯。市场上也有专门用于这些地方的节能灯。如果要用在彻底封闭的灯具（如隔热天花板吊灯），现在一般推荐使用“反射面节能灯”（R-CFL）或冷阴极节能灯，也可以考虑将灯具换成适合节能灯的品种。节能灯适合用于台灯等气流通畅的灯具。

各种节能灯
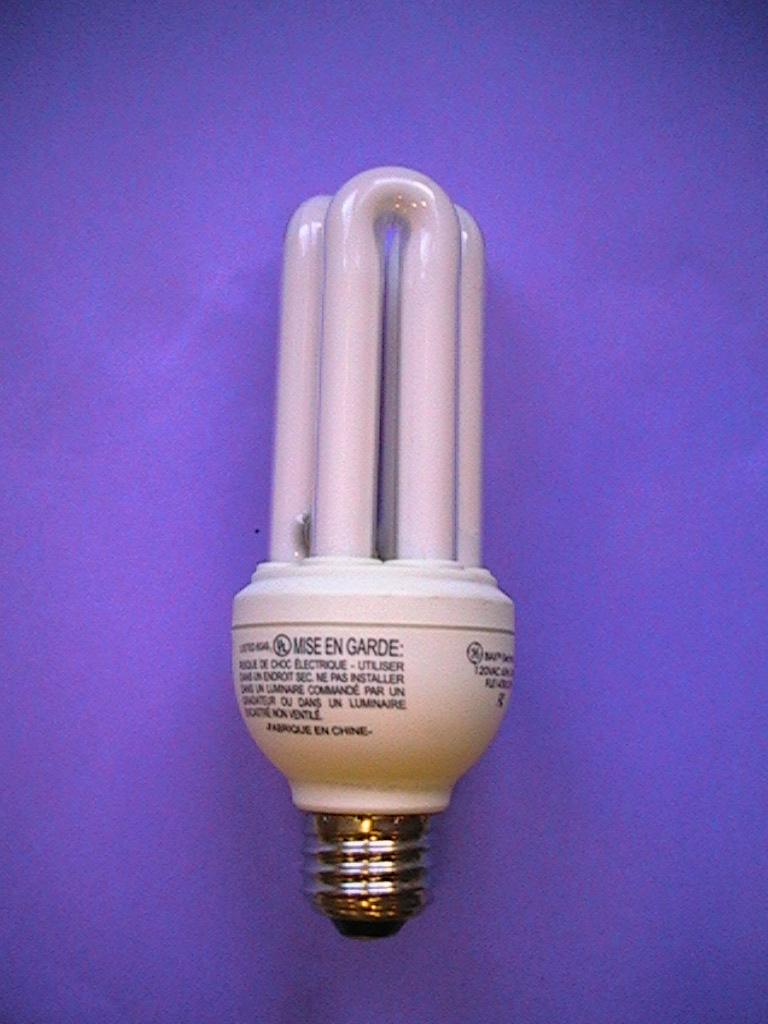
柱狀
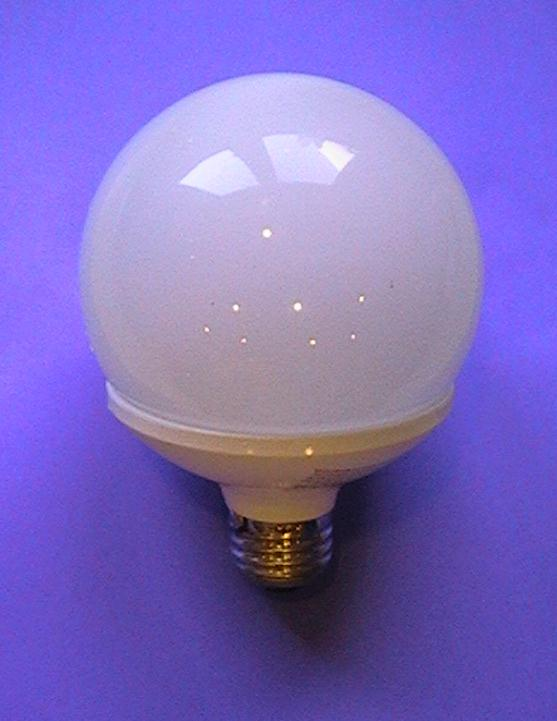
球狀
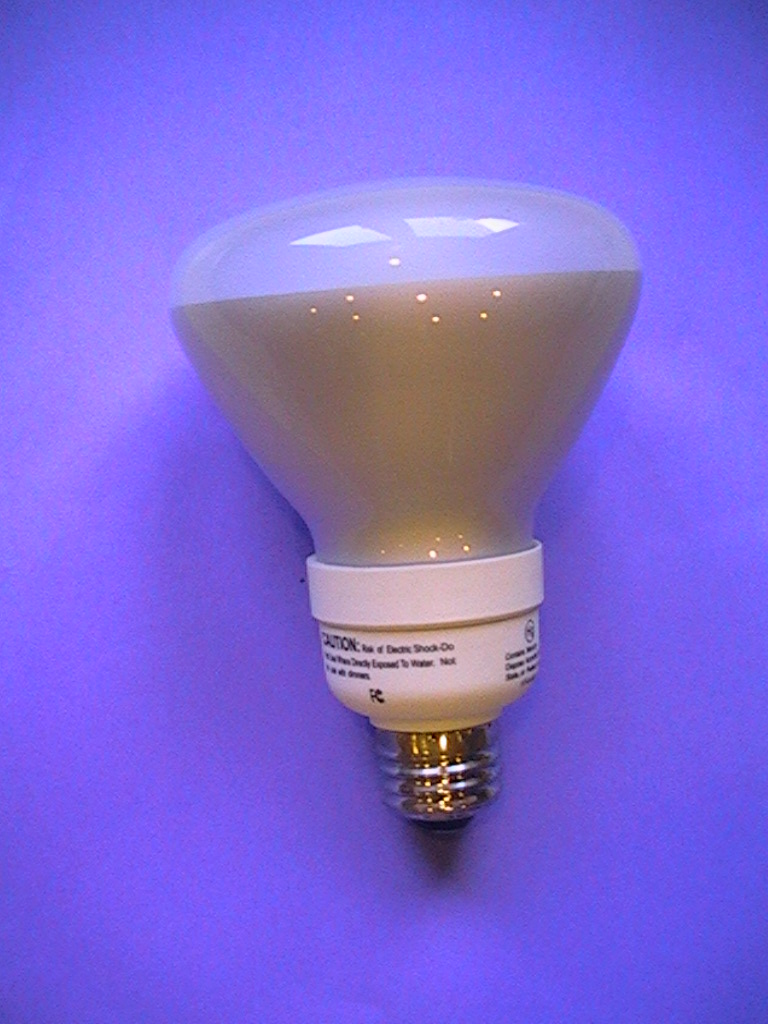
附反射面
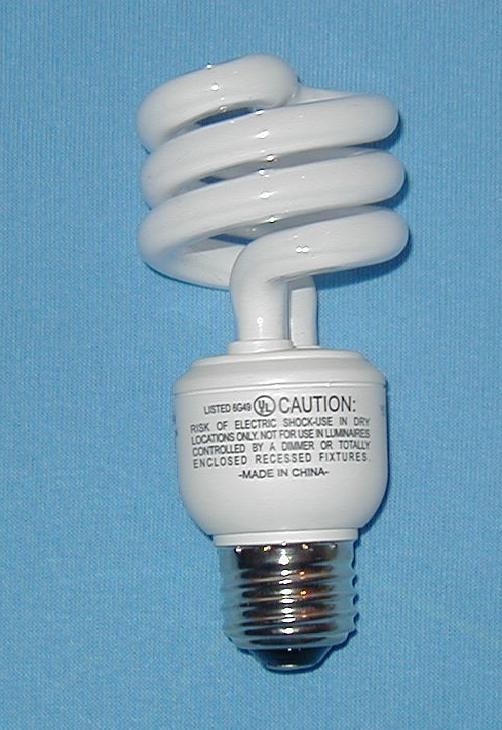
螺旋狀
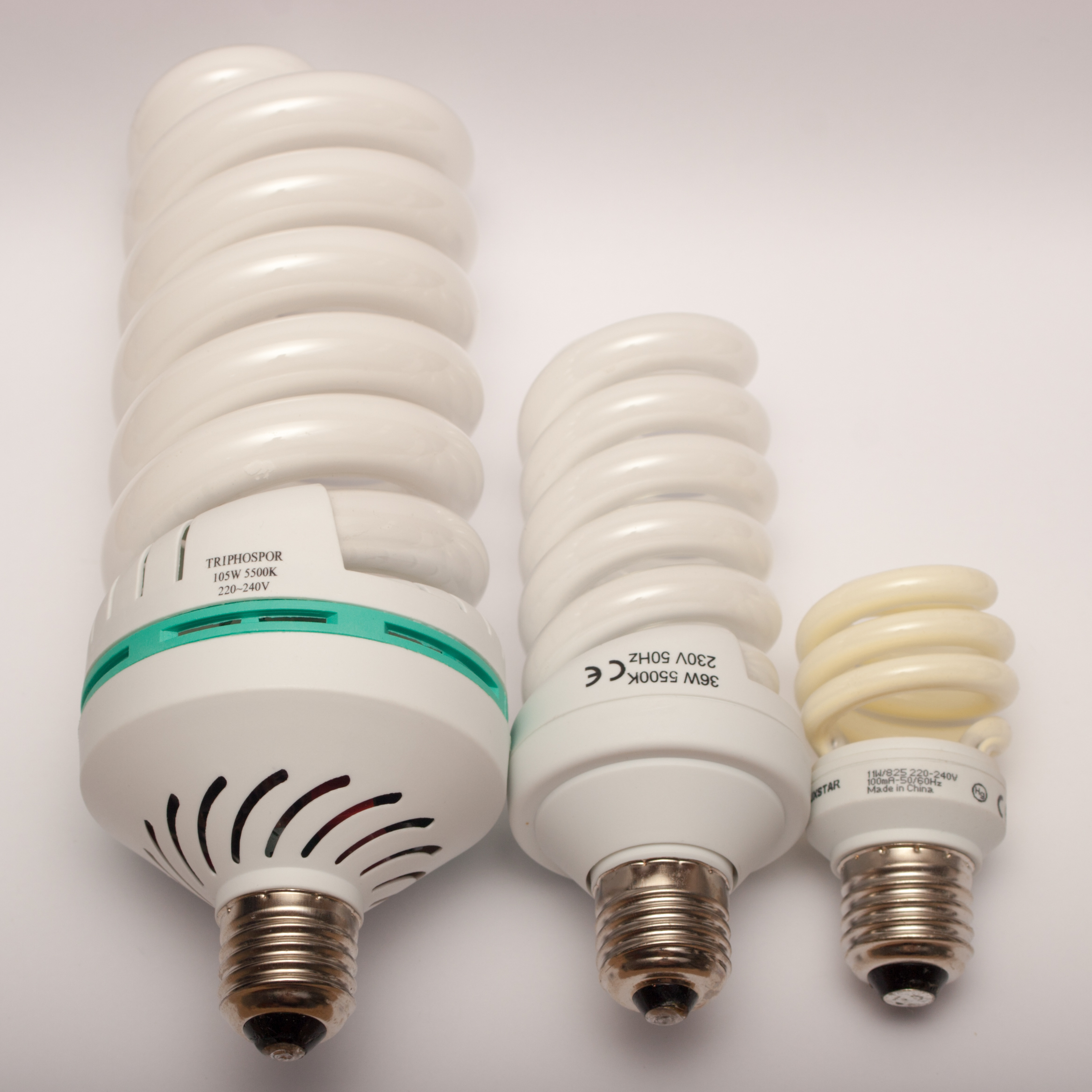
105 W、36 W、11 W功率的节能灯

## 特征

### 光谱

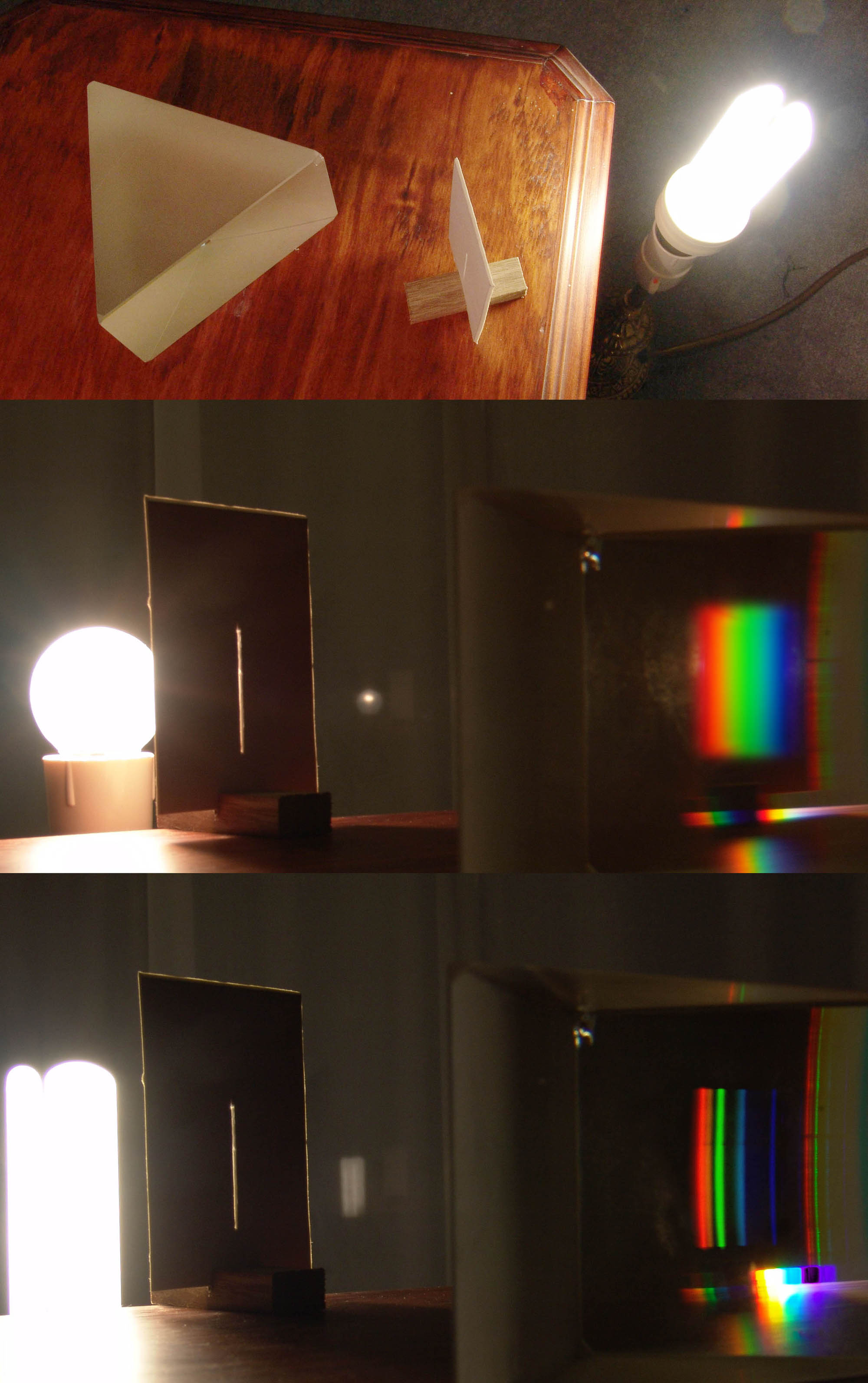
白炽灯（中）和节能灯（底）的可见光光谱

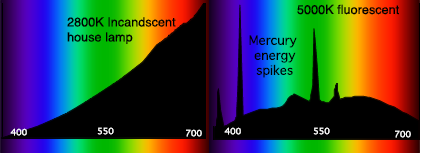
白炽灯（左）与日光节能灯（右）的典型光谱功率分布图像。横轴以纳米计，纵轴表示相对强度。

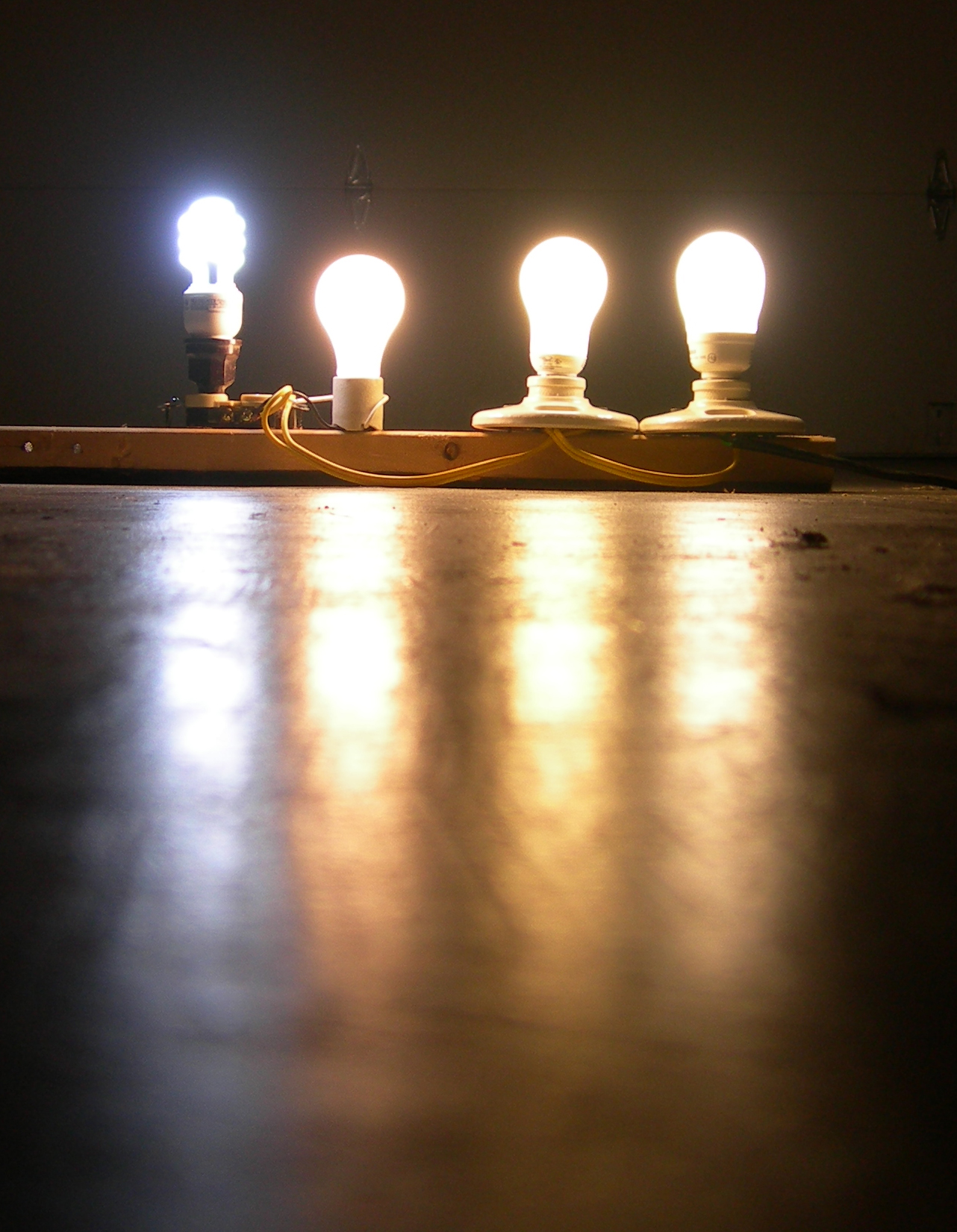
不同色温的灯具，从左到右：通用电气6500 K节能灯、Sylvania柔白色白炽灯、Bright Effects 2644 K节能灯、Sylvania 3000 K节能灯

节能灯的光由多种磷光体发出，每种磷光体各发出一带颜色的光。有些磷光体发出的光仍含紫外线。为了避免损伤视网膜，有些节能灯外带一层过滤紫外线的玻璃套。现代的螢光燈在磷光体选择上会权衡光的颜色、能效和成本。涂层中的磷光体种类越多，节能灯的演色性就越好，但能效也随之变低越低，成本亦会升高。优质的消费级节能灯一般使用三四种磷光体，达成演色性指數（CRI）约为80的“白”光。
色温可以用开尔文数，也可以用微倒度（开尔文色温的倒数的一百万倍）计。一个光源的色温指的是与其发光颜色相同的黑体的温度。按照人类的主观色彩感知定义、表记的色温称为相关色温。
真正的“色温”只对黑体辐射有定义；节能灯能做到接近某种温度的黑体辐射光谱，但绝对做不到与其一致。即使是低色温的暖色节能灯，也大多不可避免地在谱线上短波长的区域存在几个高强度的“尖峰”。
随着色温提高，“白光”的色调由红转黄、转蓝。现代节能灯等三色磷光灯厂家的色号命名不像旧时的卤磷酸盐灯一样存在一个标准，因此有时也有同种色号的色温出入较大的情况。例如，大部分“日光”灯的色温都至少有5,000 K，Sylvania的“日光节能灯”色温却只有3,500 K。
| 色号 | 色温          | 色温       |
| 色号 | （开）        | （微倒度） |
| ---- | ------------- | ---------- |
| 柔白 | 2,700         | 370        |
| 暖白 | 3,000         | 333        |
| 纯白 | 3,500         | 286        |
| 冷白 | 4,000 — 4,100 | 250 — 243  |
| 日光 | 5,000         | 200        |

### 寿命
大部分节能灯的额定工作寿命从6,000到15,000小时作用不等，而大部分白炽灯的寿命则在750到1,000小时之间。不过，所有灯的寿命都受电压、制造缺陷、电压尖峰、机械冲击、开关频率、灯泡指向、环境温度等种种因素影响，不可直接以“典型寿命”一概而论。
如果频繁开关节能灯，其寿命会显著缩短。如果以5分钟为周期来回开关某些节能灯，其寿命可能会缩短到类似于白炽灯的量级。美国的能源之星计划建议说，如果离开房间不超过15分钟，则不应关灯，以免频繁开关缩短寿命。节能灯的亮度随寿命指数衰减，一开始使用时衰减的亮度最多。节能灯报废时的亮度一般为原亮度的70–80%。人眼对于亮度的感知是對數尺度的：人眼对于弱光强度的变化比对于强光强度的变化敏感。这与瞳孔放大、缩小补偿亮度变化有关。也就是说，只要一个节能灯一开始能提供充足光线，即使到了后期亮度降低25%，观者感知到的区别也没25%那么明显。
由于节能灯亮度会逐渐衰减，某些使用节能灯的场合可能会表现出一开头亮度合适，逐渐又变得太暗的情况。美国能源部对2003–2004年认证的“能源之星”节能灯进行的测试显示，有四分之一的节能灯在其额定寿命40%时给出的光通量不足额定数值。

### 能效

各种灯泡的光通量—功率图像。横轴为初始光通，纵轴为功率。

由于人眼对于不同波长的光敏感程度不同，要使用一个名为“流明”的单位描述人眼感知到的光源强度。灯泡的光視效能定义为每瓦特功率所给出的流明数。节能灯的典型发光效率为50—70流明每瓦（lm/W），常见白炽灯的则为10–17 lm/W。与理论上100%效率（680 lm/W）的虚构纯绿光灯具相比，节能灯的效率在7–10%左右，而白炽灯的则在1.5–2.5%范围内。理想5800K可见光源（只发出可见光谱）的效率为251lm/W（37%）。
由于发光效率更高，节能灯的功率一般为相应亮度白炽灯的1⁄7到1⁄3。2010年售出的灯泡中，有50% 70%是白炽灯。将世界所有的低效光源换成节能灯，每年可以省下409太瓦特·小時（1.47焦耳），约合世界年耗电量的2.5%。据估计，将美国的白炽灯全部换成节能灯，每年可以省下80 TWh（太瓦时）电力。由于节能灯比白炽灯耗电量少得多，淘汰白炽灯可以降低二氧化碳（CO
2）的排放量。将全世界的白炽灯换成节能灯，每年可以少排放2.3亿吨的二氧化碳，比荷兰和葡萄牙的排放量加起来还要多。
| 最低发光量 （流明） | 耗电量（瓦特） | 耗电量（瓦特） | 耗电量（瓦特） |
| 最低发光量 （流明） | 白炽灯         | 节能灯         | LED灯          |
| ------------------- | -------------- | -------------- | -------------- |
| 450                 | 40             | 9–11           | 6–8            |
| 800                 | 60             | 13–15          | 9–12           |
| 1,100               | 75             | 18–20          | 13–16          |
| 1,600               | 100            | 23–28          | 15–22          |
| 2,400               | 150            | 30–52          | 24–28          |
| 3,100               | 200            | 49–75          | 30             |
| 4,000               | 300            | 75–100         | 38             |

将白炽灯换成节能灯可以大幅减少灯具散发出的热量。在温暖地区等经常需要空调的场合，换用节能灯可以显著降低制冷设备的工作负担。然而在天气较冷的地区，中央供暖系统由于来自灯泡的热量减少，会需要使用更多能量制热。据估计，在气候寒冷的加拿大温尼伯市，节能灯只能省下17%的电量（不考虑制热因素，节能灯的省电比例为75%）。

### 功率因数

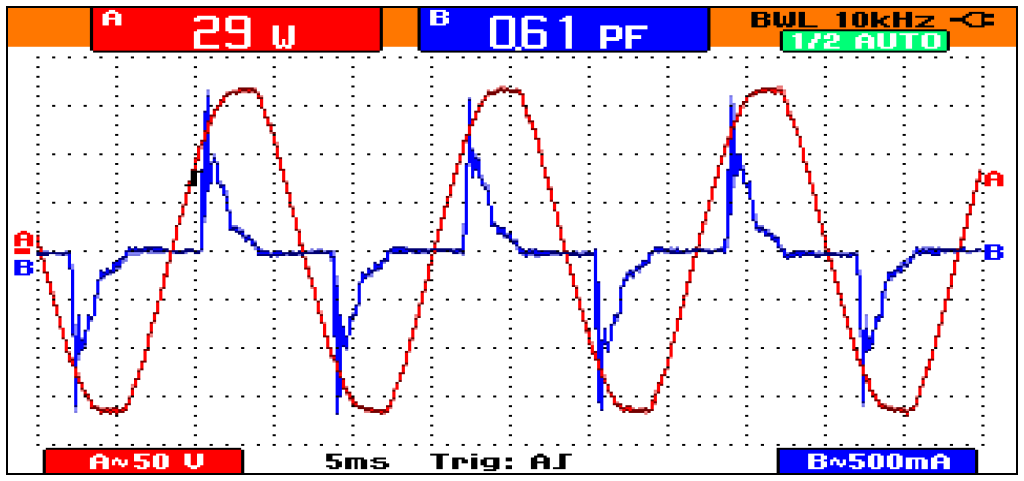
这是一盏额定电压120V, 60Hz，功率为30W的节能灯。用示波器测量此灯的电压与电流，可以看到，由于整流器严重扭曲了电流的波形，虽然本节能灯的实功率只有30W，但视在功率却达到了39VA，功率因数仅达0.61。

由于节能灯输入级的整流器属于非线性负载，其电流中的谐波成分会给电网带来谐波失真的干扰。普通家庭使用节能灯不会明显影响供电质量，但在大型单位大量安装时可能产生问题。对于个人消费者而言，节能灯功率因数的高低不会影响电灯的节能优势，然而如大量安装使用——例如商业应用，或者为上百万家庭供电的电网——则可能需要升级基础设施。在这种情况下，应使用总谐波失真（THD）较低（小于30%），功率因数高（大于0.9）的产品。

### 点亮时间
白炽灯打开之后，不到一秒就可到达正常亮度。截至2009年，节能灯点亮用时不足一秒，但要达到正常亮度则需要多等待一会。节能灯初开灯时，光线颜色可能稍有偏差。有些“立即点亮”型的节能灯没有显著的预热现象，但其他节能灯则经常需要一分钟多才能到达正常亮度，天气较冷时用时更久。有些使用汞齐的节能灯需要三分钟才能完成预热，达到正常亮度。由于节能灯启动较慢，寿命又易受频繁开关影响，可能并不适合声控灯之类的感应灯具使用。市场上亦有一种将卤素灯与节能灯组合而成的“混合灯”，适合时间不足等待预热的场合。混合灯中的卤素灯能立即点亮，等到节能灯达到正常亮度再关闭。

## 环境与健康

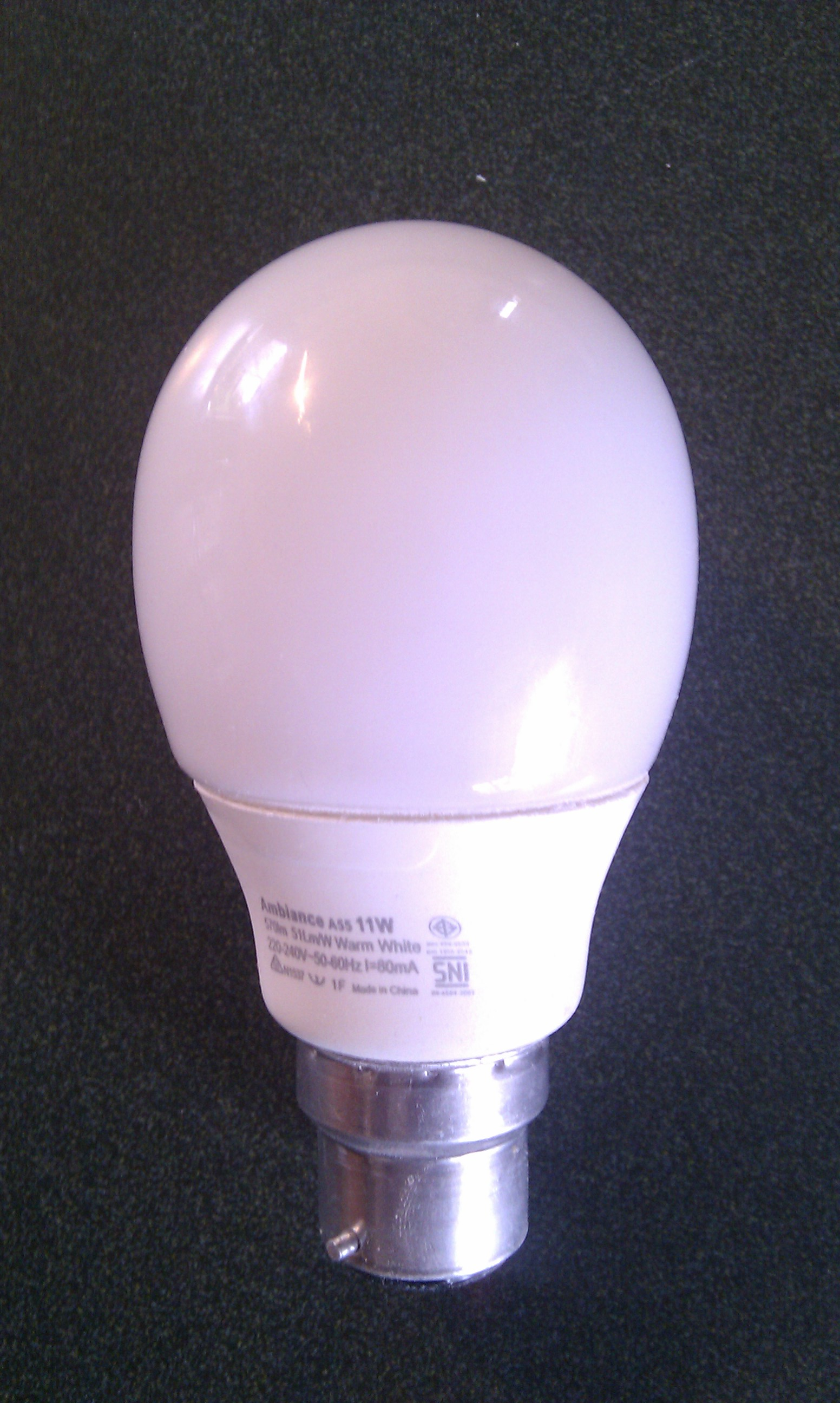
闭合式双层玻璃荧光灯

主条目：荧光灯与健康

### 综合考量
据欧洲新发新定健康风险科学委员会（SCENIHR）2008年研究报告，节能灯发出的 紫外线和蓝光可能会造成健康风险，导致已有光敏性皮肤疾病的人群症状恶化。如距离一些单层玻璃的节能灯不足20 cm（7.9英寸），受到的紫外线暴露强度就会超出目前办公室的安全级别。虽然说这种安全级别是为防止皮肤和视网膜损伤而定，照明业界认为节能灯所造成的紫外线剂量远不足以引致皮肤癌，且双层玻璃节能灯可以“大部分甚至完全”地消除其他此类风险。国际电工委员会的IEC 62471标准定义了灯具发出各种波长光的安全剂量，并要求合规的光源按照危险等级加上警告标签。不少国家都执行这一标准。:5
测量显示，距节能灯150厘米时，受到的辐射影响几乎可以忽略。靠近一点后，节能灯的UVA（波长较长的紫外线）辐射比白炽灯少，但UVB（波长较短的紫外线）比白炽灯多。UVA可以深入皮肤，而UVB可以造成表皮烧伤。闭合式（双层玻璃）节能灯的辐射受到屏蔽，比功率类似的白炽灯、卤素灯发出的紫外线要少。
对一般用户来说，室内照明的紫外线辐射并不构成问题。对于皮肤敏感的人，长时间的室内暴露需要引起注意，可以考虑使用低紫外线辐射的灯泡。某种灯泡内部的紫外线剂量差距比不同种灯泡之间的差距更大，但总的来说还是有玻璃罩的节能灯最好。
2012年一则比较节能灯和白炽灯的研究发现，暴露在节能灯光下会造成统计学显著的细胞损伤。光谱分析显示，节能灯发出显著剂量的UVA和UVC辐射，该研究报告的作者推测是这是由灯泡内部荧光粉涂层损坏造成的。在同等强度的白炽灯照射下没有观察到细胞损伤。研究作者认为可以通过改用在围绕荧光体涂层外多加一层玻璃的双层灯泡，来减少紫外线照射。
灯泡基座阻燃与否取决于厂商是否自愿接受推荐标准。若灯泡基座不阻燃，灯泡中的电子元件一旦过热，就可能引起火灾。

### 水银含量

节能灯和白炽灯的水银净排放量，基于美国环保局常见问答表制作。假定每千瓦时电力会排放0.012 mg汞（美国平均）。假定垃圾填埋场中的节能灯有14%的汞会逃逸到周围环境。

节能灯和其他螢光燈一样，在玻璃管内都含有水银蒸汽。大部分节能灯每颗含3–5 mg汞，“环保”节能灯的含量可低至每颗1 mg。丢弃到垃圾填埋场、焚烧厂的废弃节能灯可能会将有毒的汞散入大气和水体中，造成污染。美國電氣製造商協會（NEMA）协会的节能灯厂商均已自愿限制节能灯中的汞用量。欧盟危害性物質限制指令所设定的汞限量与NEMA标准相同。
在使用煤炭火力发电的地区，使用节能灯造成的水银总排放量反而会比白炽灯少。因为煤炭本身含汞，节约用电可以减少燃烧煤炭排放的汞。2008年8月，美国环保局发布了一张数据单，称使用节能灯排放的水银总量要低于使用白炽灯排放水银总量。环保局的计算基于美国平均电厂汞排放量和估计废节能灯在填埋场中散出的水银比例做出。煤炭火电厂除了排放汞之外，也会排放其他重金属，以及二氧化硫和二氧化碳。
美国环保局估计，如果将全美国2007年售出的全部2.7亿颗节能灯送进填埋场，大概会散出0.13公吨的汞，相当于当年美国汞排放总量（104吨）的0.1%。右侧的图片假定节能灯平均寿命为8,000小时，未计入制造商和灯泡破碎的因素。在不使用煤炭火电的地区，两种灯泡排放的汞含量都会相应降低。
不少国家的节能灯包装上未有提供灯泡破碎时的特殊处理方法。单个灯泡破碎散发出的水银可以致使室内水银浓度暂时超过长期暴露限值。目前暂不清楚短期暴露低浓度汞的健康风险。即使使用了美国环保局的“最佳清理指引”，研究人员仍然无法清除地毯中的水银。如果事后翻动地毯（孩童玩耍等情况），就会造成地毯附近空气中的汞含量上升。即使灯泡破碎已过去几周，这样造成的空气汞浓度仍可高达0.025 mg/m3。
美国国家环境保护局（EPA）的网站上清理破碎节能灯的最佳方法指引，以及避免灯泡破碎的一些方法。环保局建议保持通风，并将破碎的灯泡小心放入密封罐子中。缅因州环保局（DEP）在2008年做了一个对比各种清理方法的报告，其中警告说，使用塑料袋储存破碎的灯泡不能阻止超过安全限度的汞释出，是比较危险的方式。EPA和缅因DEP都认为最好应使用密闭玻璃罐储存破碎灯泡。

### 回收处理
参见：荧光灯回收
由于节能灯含汞，出于健康和环保考量，不少地区都立法规定废弃节能灯应该专门处理或回收，而不应随生活垃圾一起送入填埋场处理。在能够进一步处理之前，要在保证不打碎的前提下妥善储存废灯泡。
美国绝大多数州都遵循联邦泛用废物处理办法（UWR）。佛蒙特州、新罕布什尔州、加利福尼亚州、明尼蘇達州、纽约州、缅因州、康乃狄克州、羅德島州等州的处理规定比联邦UWR更加严格。不少家居用品連鎖店都提供免费节能灯回收服务。
欧盟的节能灯和其他电子产品一样，受廢電子電機設備指令回收方式管理。节能灯的售价中包含回收费用，而生产商、进口方则有责任收集、回收废节能灯。
美国西北节能灯回收计划称，由于当地家庭可以选择将废节能灯与生活垃圾一同丢弃，俄勒冈州“绝大部分的家用节能灯都被送进了城市固体生活垃圾分类”。该计划还提到了美国环保局按丢弃方式估计的荧光灯汞释放比例：生活垃圾堆填3.2%、回收3%、生活垃圾焚烧17.55%、有害废物处理0.2%。
处理节能灯的第一步是在内部负压、配有吸汞滤芯或冷阱的“灯泡压碎机”（英語：bulb crusher）内压碎。压碎得到的玻璃和金属储存于专门的筒中，等待运输到回收厂。

### 温室气体
某些地方（例如2007年的魁北克和不列颠哥伦比亚）的中央供暖主要由燃烧天然气提供，而电力则由水力發電产生。当时一篇分析禁用白炽灯的各种效应的文章提到，这些地方使用白炽灯产生的热量显著减少了燃烧天然气供暖产生的温室气体排放量。Ivanco、Karney、Waher三人估计称，如果魁北克省的所有家庭都把白炽灯换成节能灯，反而会造成全省年二氧化碳排放量增加220,000 公噸，相当于40,000辆汽车一年的排放量。

## 效率比较
| 售价                                       | $0.41 | $1.17 | $0.99  | $3.99  |
| 功率（瓦特）                               | 60    | 43    | 14     | 8.5    |
| 平均光通（流明）                           | 860   | 750   | 775    | 800    |
| 光效（流明/瓦特）                          | 14.3  | 17.4  | 55.4   | 94.1   |
| 色温（开尔文）                             | 2700  | 2920  | 2700   | 2700   |
| 演色性（CRI）                              | 100   | 100   | 82     | 80     |
| 寿命（小时）                               | 1,000 | 1,000 | 10,000 | 15,000 |
| 可用年数（每天6小时）                      | 0.46  | 0.46  | 4.6    | 6.8    |
| 20年电费（0.11美元/KWh）                   | $289  | $207  | $67    | $41    |
| 20年总开支                                 | $307  | $259  | $70    | $53    |
| （按白炽灯亮度比例折合）                   | $307  | $297  | $78    | $57    |
| 基于每日六小时用量计算（20年共43,800小时） |       |       |        |        |

### 备注
1. ↑  50/680 = 7%; 70/680 = 10%
2. ↑  10/680 = 1.5%; 17/680 = 2.5%

## 外部連結
- 慳電膽及光管回收計劃 （页面存档备份，存于）
- 綠色和平：換燈護地球，推廣節能燈 （页面存档备份，存于）
- 網路追追追／省電燈泡含汞毒　打破會得病？ （页面存档备份，存于） - 今日新聞網